# Arkin

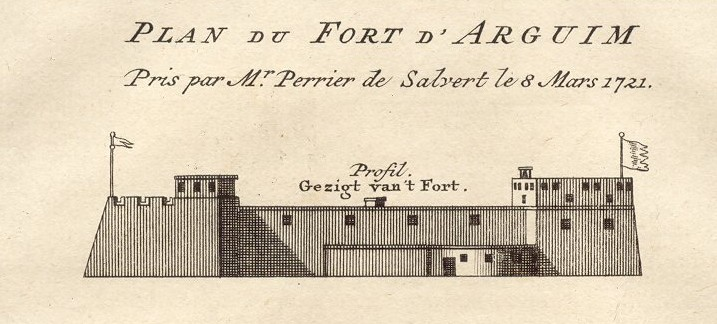
Holenderski fort na Arkinie – rycina z 1721 roku

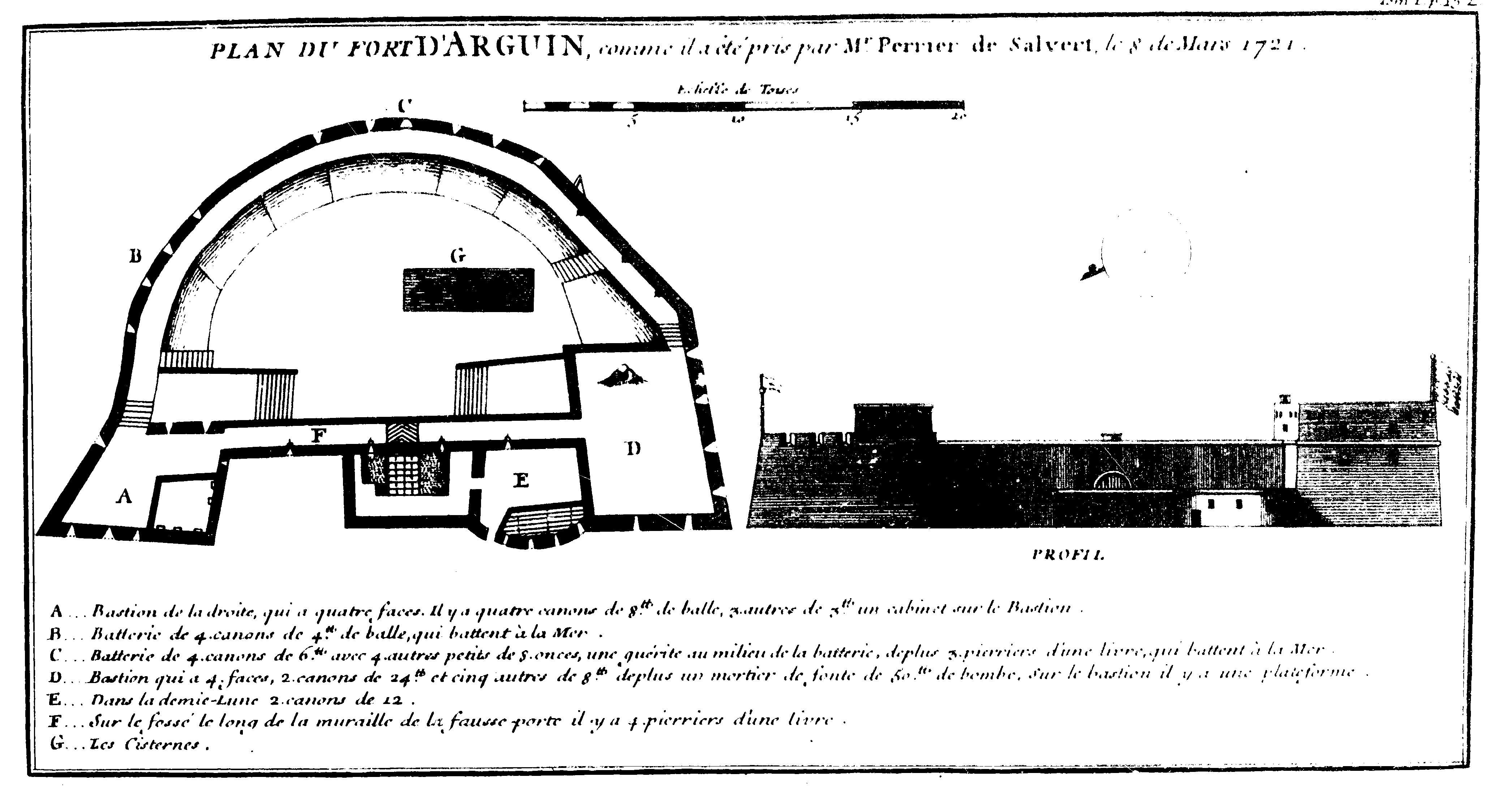
Plan Arkinu z 1721 roku

Arkin (arab. ‏أرغين‎; fr. Arguin; port. Arguim) – wyspa na Oceanie Atlantyckim u zachodnich wybrzeży Mauretanii w zatoce Arkin, stanowi część Parku Narodowego Banc d'Arguin. Powierzchnia wyspy wynosi około 12 km². Zachowały się tu ruiny XVII-wiecznego holenderskiego fortu. Wokół wyspy znajdują się trudne do przebycia rafy.

## Historia
Ze względu na swoje strategiczne położenie wyspa Arkin przez wiele stuleci była obiektem pożądania żeglarskich narodów. W ciągu swojej historii wiele razy zmieniała właścicieli. Pierwszym Europejczykiem, który tu dotarł, był w 1443 roku portugalski podróżnik Nuno Tristão. W 1445 roku książę Henryk Żeglarz założył na wyspie posterunek handlowy, dzięki któremu Portugalia nabywała gumę arabską i niewolników. W połowie XV wieku do Portugalii przewożono z Arkinu ok. 800 niewolników rocznie. 
W 1633 roku wyspę zajęła Holandia, tocząca wówczas wojnę z Hiszpanią (która kontrolowała Portugalię). Posiadłość pozostawała formalnie w rękach Holendrów aż do 1678 roku, chociaż od 1665 roku faktyczną władzę sprawowali tam Brytyjczycy. W 1678 roku wyspa na krótko dostała się pod władzę Francuzów, potem jednak posiadłość opuszczono na kilka lat. 
W latach 1685–1721 wyspa Arkin była kolonią początkowo Brandenburgii, a następnie Królestwa Prus. W kolejnych latach posiadłość należała do Francji (i przez krótki okres do Holandii), po czym w 1728 roku wróciła pod władzę mauryjskich klanów. Francuzi ponownie zajęli wyspę na początku XX wieku, a od 1960 roku Arkin jest częścią niepodległej Mauretanii.